# Сезар (кинопремия, 1987)
12-я церемония вручения наград премии «Сезар» (также известной как Ночь Сезара (фр. Nuit des César)) за заслуги в области французского кинематографа за 1986 год состоялась 7 марта 1987 года во Дворце конгресса (Париж, Франция). Президентом церемонии стал британский актёр Шон Коннери.

## Список лауреатов и номинантов
Количество наград/номинаций:
- 6/10: «Тереза»
- 1/9: «Тридцать семь и два по утрам»
- 2/8: «Мелодрама»
- 1/8: «Жан де Флоретт»
- 0/8: «Вечернее платье»
- 1/5: «Женщина моей жизни»
- 2/4: «Около полуночи»
- 2/3: «Пираты»
- 0/3: «Дурная кровь»
- 1/2: «Манон с источника» / «Чёрный переполох»
- 0/2: «Беглецы» / «Шестёрка» / «Ненавижу актёров»
- 1/1: «La goula» / «Имя розы»

### Основные категории
• Победители выделены отдельным цветом. 
| Категории                                       | Лауреаты и номинанты                                                                            | Лауреаты и номинанты                                                                            | Лауреаты и номинанты                                                                            |
| ----------------------------------------------- | ----------------------------------------------------------------------------------------------- | ----------------------------------------------------------------------------------------------- | ----------------------------------------------------------------------------------------------- |
| Лучший фильм                                    | • Тереза / Thérèse (режиссёр: Ален Кавалье)                                                     | • Тереза / Thérèse (режиссёр: Ален Кавалье)                                                     | • Тереза / Thérèse (режиссёр: Ален Кавалье)                                                     |
| Лучший фильм                                    | • Тридцать семь и два по утрам / 37°2 le matin (режиссёр: Жан-Жак Бенекс)                       |                                                                                                 |                                                                                                 |
| Лучший фильм                                    | • Жан де Флоретт / Jean de Florette (режиссёр: Клод Берри)                                      |                                                                                                 |                                                                                                 |
| Лучший фильм                                    | • Мелодрама / Mélo (режиссёр: Ален Рене)                                                        |                                                                                                 |                                                                                                 |
| Лучший фильм                                    | • Вечернее платье / Tenue de soirée (режиссёр: Бертран Блие)                                    |                                                                                                 |                                                                                                 |
| Лучшая режиссура                                |                                                                                                 | • Ален Кавалье за фильм «Тереза»                                                                | • Ален Кавалье за фильм «Тереза»                                                                |
| Лучшая режиссура                                | • Жан-Жак Бенекс — «Тридцать семь и два по утрам»                                               |                                                                                                 |                                                                                                 |
| Лучшая режиссура                                | • Клод Берри — «Жан де Флоретт»                                                                 |                                                                                                 |                                                                                                 |
| Лучшая режиссура                                | • Ален Рене — «Мелодрама»                                                                       |                                                                                                 |                                                                                                 |
| Лучшая режиссура                                | • Бертран Блие — «Вечернее платье»                                                              |                                                                                                 |                                                                                                 |
| Лучший актёр                                    |                                                                                                 | • Даниэль Отёй — «Жан де Флоретт» (за роль Юголена)                                             | • Даниэль Отёй — «Жан де Флоретт» (за роль Юголена)                                             |
| Лучший актёр                                    | • Жан-Юг Англад — «Тридцать семь и два по утрам» (за роль Зорга)                                |                                                                                                 |                                                                                                 |
| Лучший актёр                                    | • Мишель Блан — «Вечернее платье» (за роль Антуана)                                             |                                                                                                 |                                                                                                 |
| Лучший актёр                                    | • Андре Дюссолье — «Мелодрама» (за роль Марселя Блана)                                          |                                                                                                 |                                                                                                 |
| Лучший актёр                                    | • Кристоф Малавуа (фр.) — «Женщина моей жизни» (фр.) (за роль Симона)                           |                                                                                                 |                                                                                                 |
| Лучшая актриса                                  |                                                                                                 | • Сабина Азема — «Мелодрама» (за роль Ромен Белькруа)                                           | • Сабина Азема — «Мелодрама» (за роль Ромен Белькруа)                                           |
| Лучшая актриса                                  | • Жюльет Бинош — «Дурная кровь» (за роль Анны)                                                  |                                                                                                 |                                                                                                 |
| Лучшая актриса                                  | • Джейн Биркин — «Женщина моей жизни» (за роль Лауры)                                           |                                                                                                 |                                                                                                 |
| Лучшая актриса                                  | • Беатрис Даль — «Тридцать семь и два по утрам» (за роль Бетти)                                 |                                                                                                 |                                                                                                 |
| Лучшая актриса                                  | • Миу-Миу — «Вечернее платье» (за роль Моник)                                                   |                                                                                                 |                                                                                                 |
| Лучший актёр второго плана                      |                                                                                                 | • Пьер Ардити — «Мелодрама» (за роль Пьера Белькруа)                                            | • Пьер Ардити — «Мелодрама» (за роль Пьера Белькруа)                                            |
| Лучший актёр второго плана                      | • Жан Карме — «Беглецы» (за роль ветеринара Мартена)                                            |                                                                                                 |                                                                                                 |
| Лучший актёр второго плана                      | • Жерар Дармон — «Тридцать семь и два по утрам» (за роль Эдди)                                  |                                                                                                 |                                                                                                 |
| Лучший актёр второго плана                      | • Клод Пьеплю (фр.) — «Шестёрка» (фр.) (за роль профессора)                                     |                                                                                                 |                                                                                                 |
| Лучший актёр второго плана                      | • Жан-Луи Трентиньян — «Женщина моей жизни» (за роль Пьера)                                     |                                                                                                 |                                                                                                 |
| Лучшая актриса второго плана                    |                                                                                                 | • Эммануэль Беар — «Манон с источника» (за роль Манон)                                          | • Эммануэль Беар — «Манон с источника» (за роль Манон)                                          |
| Лучшая актриса второго плана                    | • Клементин Селарье (фр.) — «Тридцать семь и два по утрам» (за роль Анни)                       |                                                                                                 |                                                                                                 |
| Лучшая актриса второго плана                    | • Даниэль Дарьё — «Место преступления» (за роль бабушки)                                        |                                                                                                 |                                                                                                 |
| Лучшая актриса второго плана                    | • Мари Дюбуа — «Сошествие в ад» (за роль Люсьетты Бюлеман)                                      |                                                                                                 |                                                                                                 |
| Лучшая актриса второго плана                    | • Жанна Моро — «Шестёрка» (за роль хозяйки борделя)                                             |                                                                                                 |                                                                                                 |
| Самый многообещающий актёр                      |                                                                                                 | • Исаак де Банколе — «Чёрный переполох» (фр.)                                                   | • Исаак де Банколе — «Чёрный переполох» (фр.)                                                   |
| Самый многообещающий актёр                      | • Крис Кампьон (фр.) — «Пираты»                                                                 |                                                                                                 |                                                                                                 |
| Самый многообещающий актёр                      | • Жан-Филипп Экоффей (фр.) — «Страж ночи» (фр.)                                                 |                                                                                                 |                                                                                                 |
| Самый многообещающий актёр                      | • Реми Мартен (фр.) — «Семейный совет»                                                          |                                                                                                 |                                                                                                 |
| Самая многообещающая актриса                    |                                                                                                 | • Катрин Муше (фр.) — «Тереза»                                                                  | • Катрин Муше (фр.) — «Тереза»                                                                  |
| Самая многообещающая актриса                    | • Марианн Басле (фр.) — «Уличная девка» (фр.)                                                   |                                                                                                 |                                                                                                 |
| Самая многообещающая актриса                    | • Доминик Блан — «Женщина моей жизни»                                                           |                                                                                                 |                                                                                                 |
| Самая многообещающая актриса                    | • Жюли Дельпи — «Дурная кровь»                                                                  |                                                                                                 |                                                                                                 |
| Лучший оригинальный или адаптированный сценарий |                                                                                                 | • Ален Кавалье и Камилла де Казабьянка (фр.) — «Тереза»                                         |                                                                                                 |
| Лучший оригинальный или адаптированный сценарий | • Клод Берри и Жерар Браш — «Жан де Флоретт»                                                    |                                                                                                 |                                                                                                 |
| Лучший оригинальный или адаптированный сценарий | • Франсис Вебер — «Беглецы»                                                                     |                                                                                                 |                                                                                                 |
| Лучший оригинальный или адаптированный сценарий | • Бертран Блие — «Вечернее платье»                                                              |                                                                                                 |                                                                                                 |
| Лучшая музыка к фильму                          |                                                                                                 | • Херби Хэнкок — «Около полуночи» («Полуночный джаз»)                                           | • Херби Хэнкок — «Около полуночи» («Полуночный джаз»)                                           |
| Лучшая музыка к фильму                          | • Габриэль Яред — «Тридцать семь и два по утрам»                                                |                                                                                                 |                                                                                                 |
| Лучшая музыка к фильму                          | • Жан-Клод Пети — «Жан де Флоретт»                                                              |                                                                                                 |                                                                                                 |
| Лучшая музыка к фильму                          | • Серж Генсбур — «Вечернее платье»                                                              |                                                                                                 |                                                                                                 |
| Лучший монтаж                                   | • Изабель Дидье (фр.) — «Тереза»                                                                | • Изабель Дидье (фр.) — «Тереза»                                                                | • Изабель Дидье (фр.) — «Тереза»                                                                |
| Лучший монтаж                                   | • Моника Прим — «Тридцать семь и два по утрам»                                                  |                                                                                                 |                                                                                                 |
| Лучший монтаж                                   | • Арман Псенни (фр.) — «Около полуночи»                                                         |                                                                                                 |                                                                                                 |
| Лучший монтаж                                   | • Клодин Мерлен (фр.) — «Вечернее платье»                                                       |                                                                                                 |                                                                                                 |
| Лучшая работа оператора                         | • Филипп Руссело — «Тереза»                                                                     | • Филипп Руссело — «Тереза»                                                                     | • Филипп Руссело — «Тереза»                                                                     |
| Лучшая работа оператора                         | • Брюно Нюиттен — «Жан де Флоретт»                                                              |                                                                                                 |                                                                                                 |
| Лучшая работа оператора                         | • Жан-Ив Эскофье — «Дурная кровь»                                                               |                                                                                                 |                                                                                                 |
| Лучшая работа оператора                         | • Шарль Ван Дамм — «Мелодрама»                                                                  |                                                                                                 |                                                                                                 |
| Лучшие декорации                                | • Пьер Гюффруа (фр.) — «Пираты»                                                                 | • Пьер Гюффруа (фр.) — «Пираты»                                                                 | • Пьер Гюффруа (фр.) — «Пираты»                                                                 |
| Лучшие декорации                                | • Александр Траунер (венг.) — «Около полуночи»                                                  |                                                                                                 |                                                                                                 |
| Лучшие декорации                                | • Жак Солнье (фр.) — «Мелодрама»                                                                |                                                                                                 |                                                                                                 |
| Лучшие декорации                                | • Бернар Эвейн (фр.) — «Тереза»                                                                 |                                                                                                 |                                                                                                 |
| Лучшие костюмы                                  | • Энтони Пауэлл — «Пираты»                                                                      | • Энтони Пауэлл — «Пираты»                                                                      | • Энтони Пауэлл — «Пираты»                                                                      |
| Лучшие костюмы                                  | • Катрин Летерье (фр.) — «Мелодрама»                                                            |                                                                                                 |                                                                                                 |
| Лучшие костюмы                                  | • Ивет Боннэ — «Тереза»                                                                         |                                                                                                 |                                                                                                 |
| Лучший звук                                     | • Мишель Деруа (фр.), Вильям Флажоле (фр.), Бернар Леруа, Клод Вилланд (фр.) — «Около полуночи» | • Мишель Деруа (фр.), Вильям Флажоле (фр.), Бернар Леруа, Клод Вилланд (фр.) — «Около полуночи» | • Мишель Деруа (фр.), Вильям Флажоле (фр.), Бернар Леруа, Клод Вилланд (фр.) — «Около полуночи» |
| Лучший звук                                     | • Пьер Гаме (фр.), Доминик Эннекен (фр.), Лоран Квальо (фр.) — «Жан де Флоретт»                 |                                                                                                 |                                                                                                 |
| Лучший звук                                     | • Бернар Батс (фр.) и Доминик Эннекен — «Вечернее платье»                                       |                                                                                                 |                                                                                                 |
| Лучший звук                                     | • Доминик Далмассо и Alain Lachassagne — «Тереза»                                               |                                                                                                 |                                                                                                 |
| Лучший дебютный фильм                           | • «Женщина моей жизни» — режиссёр: Режис Варнье                                                 | • «Женщина моей жизни» — режиссёр: Режис Варнье                                                 | • «Женщина моей жизни» — режиссёр: Режис Варнье                                                 |
| Лучший дебютный фильм                           | • «Чёрный переполох» — режиссёр: Тома Жилу (фр.)                                                |                                                                                                 |                                                                                                 |
| Лучший дебютный фильм                           | • «Ненавижу актёров» (фр.) — режиссёр: Жерар Кравчик                                            |                                                                                                 |                                                                                                 |
| Лучший дебютный фильм                           | • «Чёрное и белое» (фр.) — режиссёр: Клер Девер (фр.)                                           |                                                                                                 |                                                                                                 |
| Лучший короткометражный документальный фильм    | Награда не присуждалась                                                                         | Награда не присуждалась                                                                         | Награда не присуждалась                                                                         |
| Лучший короткометражный игровой фильм           | • La goula (режиссёр: Роже Гийо)                                                                | • La goula (режиссёр: Роже Гийо)                                                                | • La goula (режиссёр: Роже Гийо)                                                                |
| Лучший короткометражный игровой фильм           | • Alger la blanche (режиссёр: Сирил Коллар)                                                     |                                                                                                 |                                                                                                 |
| Лучший короткометражный игровой фильм           | • Bel ragazzo (режиссёр: Жорж Бенсуссан)                                                        |                                                                                                 |                                                                                                 |
| Лучший короткометражный игровой фильм           | • Boccetta revient de guerre (режиссёр: Жан-Пьер Синапи)                                        |                                                                                                 |                                                                                                 |
| Лучший короткометражный игровой фильм           | • Bol de jour (режиссёр: Анри Грювман)                                                          |                                                                                                 |                                                                                                 |
| Лучший короткометражный игровой фильм           | • Deobernique (режиссёры: Селия Каннинг, Раймон Гурье)                                          |                                                                                                 |                                                                                                 |
| Лучший короткометражный игровой фильм           | • Joseph M (режиссёр: Жак Клюзо)                                                                |                                                                                                 |                                                                                                 |
| Лучший короткометражный игровой фильм           | • La poupée qui tousse (режиссёр: Фарид Лахуасса)                                               |                                                                                                 |                                                                                                 |
| Лучший короткометражный игровой фильм           | • Le Bridge (режиссёр: Жиль Даньё)                                                              |                                                                                                 |                                                                                                 |
| Лучший короткометражный игровой фильм           | • Le maître-chanteur (режиссёр: Матиас Леду)                                                    |                                                                                                 |                                                                                                 |
| Лучший короткометражный игровой фильм           | • Les arcandiers (режиссёр: Мануэль Санчес)                                                     |                                                                                                 |                                                                                                 |
| Лучший короткометражный игровой фильм           | • Pauline-épaulettes (режиссёр: Стефани де Марёй)                                               |                                                                                                 |                                                                                                 |
| Лучший короткометражный игровой фильм           | • Sur les talus (режиссёр: Лоранс Феррейра Барбоза)                                             |                                                                                                 |                                                                                                 |
| Лучший короткометражный игровой фильм           | • Synthétique opérette (режиссёр: Оливье Эсмен)                                                 |                                                                                                 |                                                                                                 |
| Лучший короткометражный игровой фильм           | • Le torero hallucinogène (режиссёр: Стефан Клавье)                                             |                                                                                                 |                                                                                                 |
| Лучший короткометражный игровой фильм           | • Triple sec (режиссёр: Ив Тома)                                                                |                                                                                                 |                                                                                                 |
| Лучший короткометражный игровой фильм           | • Une fille (режиссёр: Анри Херре)                                                              |                                                                                                 |                                                                                                 |
| Лучший короткометражный игровой фильм           | • Zambinella (режиссёр: Катрин К. Галоде)                                                       |                                                                                                 |                                                                                                 |
| Лучший короткометражный анимационный фильм      | Награда не присуждалась                                                                         | Награда не присуждалась                                                                         | Награда не присуждалась                                                                         |
| Лучший постер (фр. Meilleure Affiche)           | • «Тридцать семь и два по утрам» — Кристиан Блондель                                            | • «Тридцать семь и два по утрам» — Кристиан Блондель                                            | • «Тридцать семь и два по утрам» — Кристиан Блондель                                            |
| Лучший постер (фр. Meilleure Affiche)           | • «Ненавижу актёров» — Клод Милле, Дениз Милле                                                  |                                                                                                 |                                                                                                 |
| Лучший постер (фр. Meilleure Affiche)           | • «Жан де Флоретт» — Мишель Жуэн                                                                |                                                                                                 |                                                                                                 |
| Лучший постер (фр. Meilleure Affiche)           | • «Макс, моя любовь» — Андре Франсуа (фр.)                                                      |                                                                                                 |                                                                                                 |
| Лучший постер (фр. Meilleure Affiche)           | • «Тереза» — Жильбер Раффен                                                                     |                                                                                                 |                                                                                                 |
| Лучший иностранный фильм                        | • Имя розы / Der Name der Rose (ФРГ, Италия, Франция, режиссёр Жан-Жак Анно)                    | • Имя розы / Der Name der Rose (ФРГ, Италия, Франция, режиссёр Жан-Жак Анно)                    | • Имя розы / Der Name der Rose (ФРГ, Италия, Франция, режиссёр Жан-Жак Анно)                    |
| Лучший иностранный фильм                        | • После работы / After Hours (США, реж. Мартин Скорсезе)                                        |                                                                                                 |                                                                                                 |
| Лучший иностранный фильм                        | • Ханна и её сёстры / Hannah and Her Sisters (США, реж. Вуди Аллен)                             |                                                                                                 |                                                                                                 |
| Лучший иностранный фильм                        | • Миссия / The Mission (Великобритания, реж. Ролан Жоффе)                                       |                                                                                                 |                                                                                                 |
| Лучший иностранный фильм                        | • Из Африки / Out of Africa (США, реж. Сидни Поллак)                                            |                                                                                                 |                                                                                                 |

### Специальная награда
| Почётный «Сезар» |  | • Жан-Люк Годар |